# Јене Далноки
Јене Далноки (мађ. Jenő Dalnoki; Будимпешта, 12. децембар 1932. — 4. фебруар 2006.) је био мађарски фудбалер. Као играч Далноки је играо и за Ференцварош и за репрезентацију Мађарске. Имао је репутацију чврстог дефанзивца, али и тврдог тренера. Освојио је златну медаљу у фудбалу на Летњим олимпијским играма 1952. године и бронзану медаљу у фудбалу на Летњим олимпијским играма 1960. године.

## Успеси и награде
- Заслужни спортиста Мађарске Народне Републике (1955)[4]
- Официрски крст мађарског ордена за заслуге (1994)[5]

### Играч

#### Клуб
Ференцварош
- Првенство Мађарске : 
  - Шампион (2): 1963., 1964.,
  - Друго место (3): 1960., 1965., 1966.
  - Треће место (5): 1954., 1955, 1958., 1962., 1963. (јесен)
- Куп Мађарске:
  - Шампион (1): 1958.
  - Финалиста (1): 1966.
- Куп сајамских градова:
  - Шампион (1): 1964/65.
  - Полуфинале (1): 1962/63.
- Куп првака:
  - УЕФА Лига шампиона#Четврфинале (1): 1965/66.

#### Репрезентација
Мађарска
- Олимпијске игре:
  - Шампион (1): 1952.
  - Треће место (1): 1960.

### Тренер

#### Клубови
Ференцварош
- Првенство Мађарске : 
  - Шампион (1): 1975/76.,
  - Друго место (1): 1973/74.
  - Треће место место|bronzérmes (2): 1974/75., 1976/77.
- Куп Мађарске:
  - Шампион (3): 1973/74., 1975/76., 1977/78.
  - Друго место (1): 1976/77.
- КПК:
  - Друго место (1): 1974/75.
- Куп шампиона: 
  - Осмина финала (1): 1976/77.